# Drenovci
Drenovci (maďarsky Drenóc, německy Drenowitz) jsou hustě osídlené sídlo a správní středisko stejnojmenné opčiny v Chorvatsku ve Vukovarsko-sremské župě. Nachází se asi 9 km severovýchodně od bosenského města Brčko, 28 km jihovýchodně od Županje a asi 56 km jihozápadně od Vukovaru. V roce 2011 žilo v Drenovcích 1 946 obyvatel, v celé opčině pak 5 174 obyvatel.
Celkem 376 lidí žijících na území opčiny vyznává islám, kvůli čemuž je v opčině Drenovci sedmý největší podíl muslimů v Chorvatsku, ale spíše než v Drenovcích žijí muslimové ve vesnici Rajevo Selo. Kromě Chorvatů zde žije také množství jiných národností, jako jsou Bosňáci, Srbové a Rusíni.
Drenovci jsou jednou z vesnic společně tvořících území Cvelferija na jihu Vukovarsko-sremské župy.
Opčina zahrnuje pět samostatných trvale obydlených vesnic:
- Drenovci – 1 946 obyvatel
- Đurići – 286 obyvatel
- Posavski Podgajci – 1 255 obyvatel
- Račinovci – 700 obyvatel
- Rajevo Selo – 987 obyvatel

Územím opčiny prochází státní silnice D214 a župní silnice Ž4230, Ž4231, Ž4232 a Ž4299.